# Corne Powell
Pas d'image ? Cliquez ici

b Matchs officiels uniquement.
Dernière mise à jour le 19 avril 2019.
 Cornelius Johannes Powell, plus connu simplement comme Corne Powell, né le 27 mai 1974 à Windhoek (Namibie), est un joueur international namibien de rugby à XV. Il évolue au poste de trois-quarts centre (1,90 m).
Il est docteur dans le civil.

## Carrière

### En club et province
- Windhoek United  Namibie

### En équipe nationale
Il a effectué son premier test match avec les Namibiens le 23 juin 2001 à l’occasion d’un match contre l'équipe d'Italie.
Il a disputé les coupes du monde 2003 (3 matchs, 2 comme titulaire) et 2007 (2 matchs, tous comme titulaire).
Au total, il a reçu 27 sélections pour 50 points inscrits (10 essais).